# Rousettus madagascarensis
Il rossetto del Madagascar (Rousettus madagascariensis  G.Grandidier, 1928) è un pipistrello appartenente alla famiglia degli Pteropodidi, endemico del Madagascar.

## Descrizione

### Dimensioni
Pipistrello di medie dimensioni con la lunghezza totale tra 110 e 130 mm, la lunghezza dell'avambraccio tra 58 e 78 mm, la lunghezza della coda tra 7 e 20 mm, la lunghezza del piede tra 17 e 20 mm. la lunghezza delle orecchie tra 15 e 19 mm, un'apertura alare fino a 45,1 cm e un peso fino a 84 g.

### Aspetto
La pelliccia è lunga e densa, diradata sul collo, le spalle e la gola. Le parti dorsali sono marroni con tinte bruno-rossastre e grigiastre, mentre le parti ventrali sono bruno-grigiastro chiaro. Il muso è lungo ed appuntito, gli occhi sono grandi. Le orecchie sono corte, con un lobo antitragale piccolo. L'avambraccio è per circa la metà ricoperto su entrambe le superfici di corti peli. La tibia invece è priva di peli. Le membrane alari sono strette ed attaccate posteriormente tra il primo ed il secondo dito del piede. La coda è corta, mentre l'uropatagio è ridotto ad una membrana lungo la parte interna degli arti inferiori.

## Biologia

### Comportamento
Si rifugia all'interno di grotte in colonie di oltre mille individui. Sono state osservate predazioni da parte di barbagianni.

### Alimentazione
Si nutre di frutti di banana, litchi, longan e varie specie native di Ficus. È stato osservato nutrirsi di fiori di kapok e di specie di Musa. È considerato un importante dispersore di semi ed impollinatore.

### Riproduzione
Femmine gravide sono state osservate tra ottobre e dicembre, gli allattamenti invece tra dicembre e gennaio.

## Distribuzione e habitat
Questa specie è diffusa nel Madagascar, e sulle Isole di Nosy Be, Nosy Komba e Île Sainte-Marie.
Vive nelle foreste, in piantagioni di Eucalyptus, in campi agricoli ed anche nei villaggi.

## Conservazione
La IUCN Red List, considerato il declino della popolazione di circa il 25% negli ultimi 15 anni a causa della caccia, classifica R.madagascariensis come specie prossima alla minaccia (Near Threatened).